# Exoma
L'exoma és la part del genoma formada pels exons, és a dir, les parts codificants dels gens, que formaran part, si s'escau, de l'ARN missatger madur i, en ser este traduït per la maquinària cel·lular, donaran com a resultat les proteïnes. És la part funcional més important del genoma i la que contribueix en major mesura al fenotip final d'un organisme. Aproximadament, correspon solament a l'1,5% del genoma.